# Динамический подход
Динами ́ческий подход — один из ортодоксальных, с точки зрения психоанализа, теоретических (метапсихологических) взглядов на функционирование и принципы работы психики человека. Данный подход, наряду с топографическим и экономическим, был сформулирован Зигмундом Фрейдом в конце XIX века в ходе совместной работы с Йозефом Брейером над разработкой катартического метода психотерапии.
Динамический подход направлен на описание взаимодействия психических процессов как с точки зрения их расположения (топографии), так и с позиций распределения энергии (экономики); подход предполагает рассмотрение таких понятий, как инстинкт или развитие, в качестве находящихся «в движении», не статичных явлений. Таким образом, «динамические» рассуждения описывают, к примеру, как адресаты (объекты) направленной психической энергии в эго, суперэго и ид видоизменяют данные составляющие психического аппарата и как в дальнейшем энергия трансформируется под воздействием таких реакций как нейтрализация или сублимация.
В психоанализе, понимаемом в качестве терапевтического метода (а не теории развития), динамический подход направлен на изучение сопротивления как ответной реакции индивидуума на специфическую форму распределения психической энергии между и в составляющих психического аппарата. С динамическим подходом к пониманию психики наиболее тесным образом связан концепт Фрейда о первичных и вторичных процессах, понимаемых как язык бессознательного (ид), функционирующий в соответствии с принципом удовольствия, то есть иррациональный, импульсивный и примитивный (первичный процесс) и язык осознанного восприятия с наличествующей связью между визуальными образами и словами, то есть имеющий высокую психическую организацию (вторичный процесс).